# Albert Brandenburg
Pour les articles homonymes, voir Brandenburg (homonymie).
Albert Étienne Brandenburg, né le 23 janvier 1835 à Bordeaux, où il est mort le 21 mars 1886, est un négociant bordelais d'origine allemande, qui a été maire de Bordeaux de 1878 à 1884.

## Biographie

### Famille
Il est le fils de Georges Albert Brandenburg, négociant bavarois, de nationalité allemande, admis à domicile à Bordeaux en 1841, bénéficiant ainsi des droits civils sans être naturalisé, et d'Anne Marthe Dupuy. 
Albert Brandenburg se marie en 1862 avec Anne Chaumel, fille d'un négociant.
Il est enterré au cimetière protestant de Bordeaux.

### Action à la mairie de Bordeaux
Il inaugure la première ligne de tramway de Bordeaux (à traction hippomobile) le 4 mai 1880.

## Distinctions et hommages
Albert Brandenburg est :
- Chevalier de la Légion d'honneur (13 juillet 1881)[7]

Un boulevard de Bordeaux porte son nom ainsi qu'un arrêt de tram (ligne B) et un arrêt de bus terminus de la ligne d'autobus 9 (Gare Saint-Jean-Brandenburg).